# Ойрадай-хан
Ойрадай-хан (д/н —1425) — 11-й великий каган Монгольського ханства в 1415—1425 роках.

## Життєпис
Походив з гілки Ариг-бугідів династії Чингізидів. При народженні отримав ім'я Есегу. У 1415 році після  поразки ойратського тайши Батула (в китайців Махаму або Бахаму) було вбито монгольського кагана Делбег-хана, після чого Есегу посів трон під ім'ям Ойрадай-хана. У 1416 році Батулу було переможено, схоплено й страчено. В результаті Ойрадай-хан опинився під впливом Аргутай-тайші, що фактично панував в Східній Монголії.
Ойрадай-хан не відігравав жодної ролі. В цей час тривала війна Аргутая з ойратами, а потім з династією Мін. У 1422 році війська останньої вдерлися до меж Монгольського ханства. У 1422 році мінський імператор Чен-цзу здійснив черговий похід проти монголів. Китайська армія рушила на північ через Кайпін і Інчан. Аргутай, що стояв табором біля озера Колуань, кинув свій обоз і відступив в степ. Тоді китайське військо атакувало урянхайців, союзників Аруктая, завдавши їм повної поразки в битві на річці Цюйлєхе.
У 1423 році Аргутай організував нові набіги на прикордонні китайські володіння. У відповідь китайський імператор з великою армією вдерся у вглиб Монголії, але не зміг знайти Аргутая. Восени того ж 1423 році Аргутай зазнав поразки від ойратів. Дізнавшись про це, Чен-цзу з китайською армією повернувся до Пекіна. У 1424 році Аргутай розорив китайські області Датун і Кайпін. Тоді китайський імператор знову виступив на каральний похід до Монголії, дійшовши до річки Доло-нор, де дізнався про те, що Аргутай відступив далеко в степ.
Невдалі дії Аргутая, розорення пасовищ і стоянок монгольський нойонів викликало невдоволення знаті каганату. Скориставшись цим проти Аргутая повстав його давній союзник Адай, який у 1425 році переміг Аргутая, повалив Ойрадай-хана. сам ставши новим каганом Монгольської держави.